# Studenten-Marsch
Der Studenten-Marsch ist ein Marsch von Johann Strauss (Sohn) (op. 56). Das Werk wurde am 3. Juni 1848 vor der Universität (heute Universitätsplatz) in Wien erstmals aufgeführt.